# Nodaria cornicalis
Nodaria cornicalis är en fjärilsart som beskrevs av Fabricius 1794. Nodaria cornicalis ingår i släktet Nodaria och familjen nattflyn. Inga underarter finns listade i Catalogue of Life.